# Салпинкиди, Янис Панаётович
Янис Панаётович Салпинкиди (также известен, как Иван Панаётович Салпинкиди; род. 30 апреля 1944, Абхазская АССР, Грузинская ССР, СССР) — советский, узбекский художник. Академик Академии художеств Узбекистана.

## Биография
Родился 30 апреля 1944 года в Абхазии. В 1971 году окончил художественно-графический факультет Ташкентского государственного педагогического института имени Низами, где его учителем был Юсуф Елизаров. После окончания вуза в течение двух лет проходил стажировку в Институте живописи, скульптуры и архитектуры им. И. Репина у художников Николая Бабасюка и Александра Деблера, во время которой он много времени проводил в залах Эрмитажа и Русского музея, изучая и копируя картины классиков.  
С 1973 года преподаёт в родном институте, с 2004 года профессор кафедры художественно-графического факультета Ташкентского государственного педагогического университета имени Низами. На протяжении многих лет вёл уроки живописи в художественной студии «Поиск» при Дворце культуры авиастроителей. Воспитал целую плеяду талантливых художников, получивших известность в Узбекистане и за рубежом. Автор более 20 научных трудов по вопросам теории и истории изобразительного искусства. 21 сентября 2017 года был избран действительным членом Академии художеств Узбекистана.

## Творчество
Написал более 400 картин и создал более тысячи графических работ. Работает в разных жанрах: портреты, пейзажи, натюрморты; но особое отношение у художника к изображению обнажённой женской натуры, которой он посвятил несколько десятков своих полотен. Сам художник так говорил о своём отношении к этой теме: — Ещё в древней Элладе боготворили женщину, восхищались совершенством женского тела. По словам художника Владимира Бурмакина, из-за своих откровенных картин, Салпинкиди неоднократно подвергался критике искусствоведов и это было одной из причин того, что его работы неоправданно редко экспонировались. Участник национальных и международных выставок: галерея «Хрисодемис» (Греция, 1997), Афины (2000), Нью-Йорк (2011).

## Награды
- Орден «Дустлик» (2005)[7]
- Золотая медаль Академии художеств Узбекистана (2004)[2]